# دوریس رامسیر
دوریس رامسیر (انگلیسی: Doris Ramseier؛ زادهٔ ۱۸ مه ۱۹۳۹) ورزشکار مسابقه اسب‌دوانی اهل سوئیس است.
وی در مسابقات کشوری و بین‌المللی در مجموع برندهٔ ۲ مدال نقره، ۲ مدال برنز شده‌است.